# Poecilimon varicornis
Poecilimon varicornis är en insektsart som först beskrevs av Wilhem de Haan 1842.  Poecilimon varicornis ingår i släktet Poecilimon och familjen vårtbitare. Inga underarter finns listade i Catalogue of Life.